# علی احمدف
علی احمدف (به ترکی آذربایجانی: Əli Əhmədov) سیاستمدار و معاون نخست‌وزیر جمهوری آذربایجان است.

## زندکینامه
علی احمدف در ۲۷ ژانویه سال ۱۹۶۳، در روستای داراناک، شهرستان واردنیس، در ارمنستان شوروی زاده شد. در رشته تاریخ دانشگاه تاریخ- آرشیو مسکو تحصیل نمود. مؤلف یک کتاب درسی و بیش از ۵۰ و مقاله می‌باشد.
در سال ۱۹۷۵، به عنوان دانش‌پژوه کل اداره کل آرشیوها و رئیس آرشیو کل علمی مرکزی فعالیت نمود. از سال ۱۹۸۰، در سال‌های مختلفی به ترتیب به منزله معلم، معلم ارشد، دانشیار و مدیر کرسی اشتغال یافت. در سال ۱۹۹۷، به سکانداری معاونت ریاست یک قسمت نهاد ریاست جمهوری آذربایجان رسید. در سال ۱۹۹۹، به پست شهرداری حومه «خطایی» باکو گماشته شد، که تا سال ۲۰۰۰ آن را عهده‌دار شد.
در نخستین کنگره حزب آذربایجان نوین به عنوان دبیر اجرایی انتخاب شد. هم‌اکنون معاونت رئیس و دبیری اجرایی حزب آذربایجان نوین را به عهده دارد.
در انتخابات دوره دوم مجلس ملی جمهوری آذربایجان به مجلس راه یافت. در ۶ نوامبر سال ۲۰۰۵، از حوزه‌های رای‌گیری شماره ۱۶ حومه «نریمانف» باکو به نمایندگی مجلس ملی این کشور راه یافت. وی عضو کمیسیون دائم مجلس در مسائل مرتبط با علم و تحصیل می‌باشد.
وی همزمان با اینکه ریاست کارگروه ویژه مسائل روابط فی‌مابین پارلمان آذربایجان و چین را به عهده دارد، همچنین عضو کارگروه ویژه مسائل روابط فی‌مابین پارلمان آذربایجان- بلاروس و آذربایجان- ایتالیا نیز هست.
در ۲۲ اکتبر سال ۲۰۱۳، به زمامداری معاونت نخست‌وزیر آذربایجان رسید.

## نشان
در سال ۲۰۰۹، علی احمدف در پاس خدمات خود در توسعه مناسبات فی‌مابین دو کشور، نشان «کاوالر» را از جانب رئیس‌جمهوری لهستان اخذ نمود.